# カルミナ・ブラーナ
カルミナ・ブラーナ（ラテン語: Carmina Burana）は、19世紀初めにドイツ南部、バイエルン選帝侯領にあるベネディクト会のベネディクトボイエルン修道院で発見された詩歌集。
カール・オルフがこれに基づいて作曲した同名の世俗カンタータがあり、様々な映像作品などで利用されるなど、一般においてはこの曲によって名が知られている。

## 詩歌集

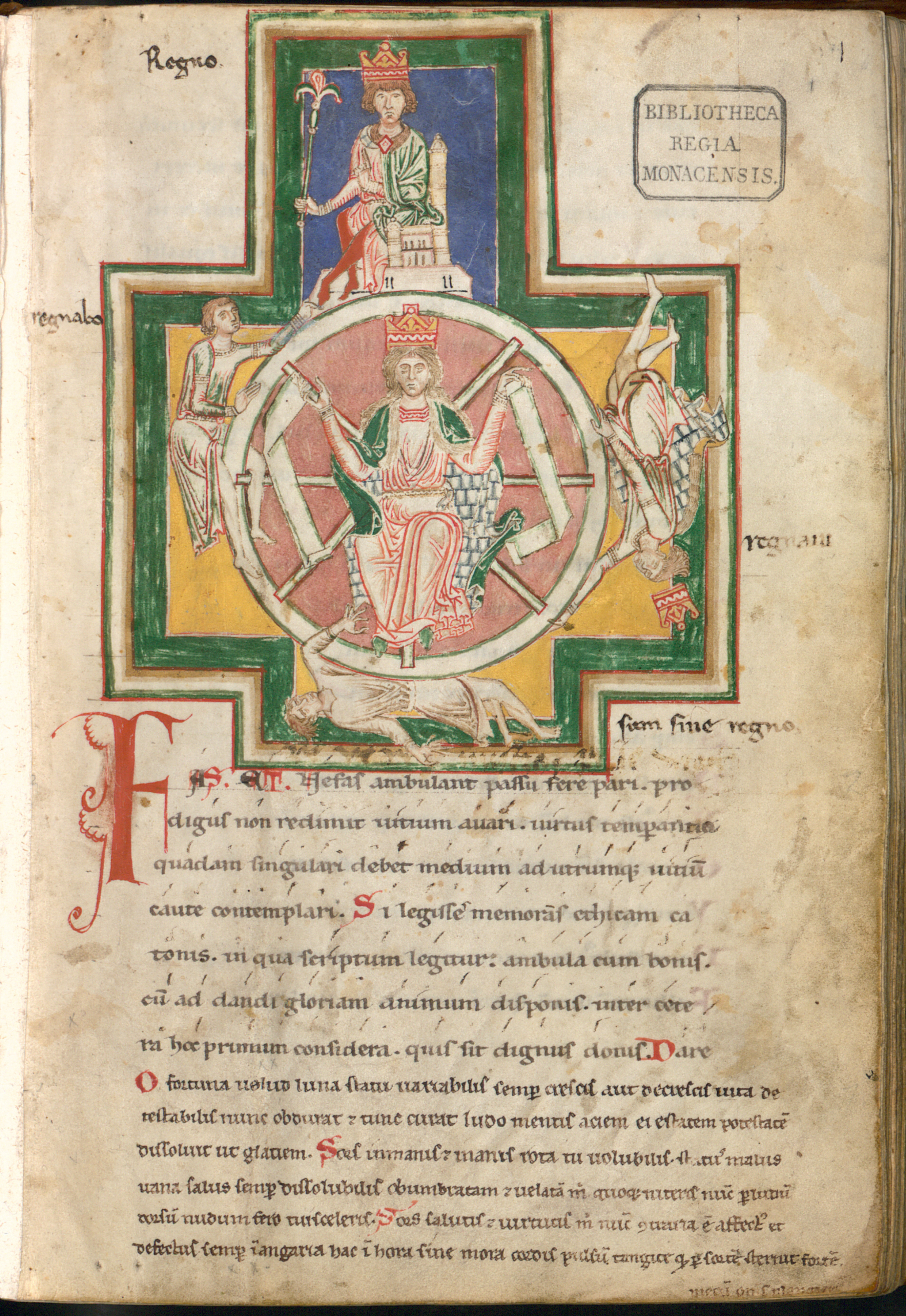
ブラヌス写本 (カルミナ・ブラーナ)

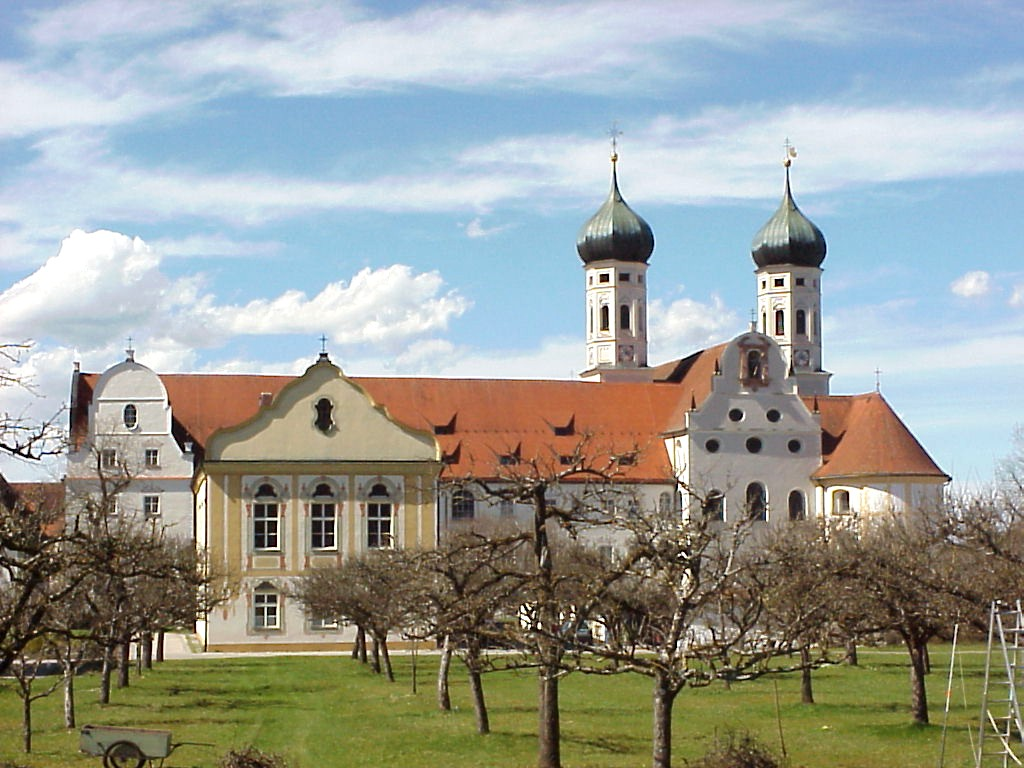
ベネディクトボイエルン修道院

1803年、ベネディクトボイエルン修道院がバイエルン選帝侯領に帰属（世俗化）したのに伴い、同図書館の蔵書がミュンヘン宮廷図書館に委譲されることになり、調査が行われた。その結果、112枚の羊皮紙に古い歌が多数記された写本が発見された。
その中の歌（少数の宗教劇を含む）は約300編にのぼり、ほとんどがラテン語、一部が中高ドイツ語あるいは古フランス語で書かれていた。歌詞のテーマは、I) 時代と風俗に対する嘆きと批判、II) 愛と自然、愛の喜びと苦しみ、III) 宴会、遊戯、放浪生活、IV) 宗教劇である。
写本成立の場所として、かつては修道院写本制作工房（das Scriptorium eines Klosters）や遍歴歌人の周辺（der Umkreis fahrender Sänger）が考えられたが、聖界諸侯の宮廷（geistlicher Hof）、中でもオーストリア・シュタイアーマルクのゼッカウ（Seckau）司教の宮廷が有力視されている。
約四分の一の作品にネウマによって簡単な旋律が付けられている（『賭事士たちのミサ曲』等）。古い時代のネウマ譜には、譜線のない旋律の不明な単なる音楽家の覚書のようなものも含まれる。写本は13世紀前半に書かれたと推測されているが、シュメラー（J.A.Schmeller）によって編纂され、『カルミナ・ブラーナ』（ボイエルンの歌）という題名で1847年に出版された。
現在、写本はミュンヘンのバイエルン州立図書館に所蔵されている。蔵書番号clm 4660。
ヤーコプ・ブルクハルトは『イタリア・ルネサンスの文化』において、『カルミナ・ブラーナ』中の最良の作品について、「現世とその享楽の自由な喜び、それを守護するものとして異教の神々がふたたび現れるその喜びが、押韻された詩節を通じて、絢爛たる流れとなってそそぎだされる」と称賛し、それの作者たる詩人について、「それを一気に読む者は、これを歌っているのはイタリア人、いやおそらくロンバルディア人であろうという推測を、ほとんどしりぞけることができないであろう」と述べている。一方、『中世事典』（1983年）には、写本全体315テクストの後半すなわちCB 135以後のほとんどの詩歌、宗教劇および補遺はドイツ語圏成立が確かであるが、写本全体の前半、CB 134までの部分は西ヨーロッパ由来が多く、大部分がフランス由来と記されている。
なお、ネウマ譜が残っている歌については別の写本などからネウマを復元する試みがなされており、レネー・クレメンチッチ（1974年、2009年）、フィリップ・ピケット（1996年）らがアルバムを発表している。

### 日本語訳
- 『全訳 カルミナ・ブラーナ　ベネディクトボイエルン歌集』 永野藤夫訳、筑摩書房、1990年 doi:10.11501/13467659

## カール・オルフの「カルミナ・ブラーナ」
カール・オルフの「カルミナ・ブラーナ」は、舞台形式によるカンタータであり、『楽器群と魔術的な場面を伴って歌われる、独唱と合唱の為の世俗的歌曲 (Cantiones profanæ cantoribus et choris cantandæ comitantibus instrumentis atque imaginibus magicis, 英訳例:Secular songs for singers and choruses to be sung together with instruments and magic images)』という副題が付いている。オルフは前記の詩歌集から24篇を選び、曲を付けた。「初春に」「酒場で」「愛の誘い」の3部から成り、その前後に序とエピローグがつく。1936年に完成し、翌1937年6月8日にフランクフルトのフランクフルト歌劇場で初演され、全世界に名前を知られるようになった。
混声合唱、少年合唱、ソプラノ・テノール・バリトンのソリスト、大規模なオーケストラという大きな編成である。酒や男女の睦み合いなどを歌った詞に、シンプルな和音及び強烈なリズムが特徴。20世紀を代表する楽曲のひとつである。歌詞は主にラテン語であるが、ドイツ式、イタリア式といった発音に関してはオルフは特にこだわっておらず、両方で演奏されている（一部の歌詞は中高ドイツ語や古フランス語が用いられている）。
なお、副題にあるように本来は独唱者、バレエが音楽を象徴的に表現する舞台作品であり、バレエによる舞踊を伴わない演奏会形式は略式の演奏となる。しばしば歌劇場ではバレエを伴って舞台上演される。
オルフは後に『カトゥーリ・カルミナ』（1943年）、『アフロディーテの勝利』（1950年 - 1951年）を書き上げ、これらを3部作『トリオンフィ』（Trionfi、勝利）としてまとめることになる。

### 演奏時間
約1時間。ピアノと打楽器や吹奏楽と合唱、抜粋で演奏されることも多い。

### 楽器編成
- 独唱: ソプラノ、高音テノール、バリトン
- 合唱から編成される2重独唱（テノール2、バリトン、バス2）、大混声合唱、小混声合唱（大合唱から編成できる）、児童合唱
- フルート3（ピッコロ1持ち替え）、オーボエ3（コーラングレ1持ち替え）、クラリネット3（バス・クラリネット1持ち替え）、ファゴット2、コントラファゴット、ホルン4、トランペット3、トロンボーン3、チューバ、ティンパニ（5個、ピッコロ・ティンパニも含む）、打楽器: 奏者5（グロッケンシュピール、シロフォン、カスタネット、クレセル、クロタル、トライアングル、アンティーク・シンバル3、シンバル4、タムタム、鐘3、チューブラーベル、タンブリン、小太鼓、大太鼓）、チェレスタ、ピアノ2、弦五部

### 曲目
§ 全世界の支配者なる運命の女神（フォルトゥナ） FORTUNA IMPERATRIX MUNDI
1. おお、運命の女神よ（合唱） O Fortuna (Chorus)
2. 運命の女神の痛手を（合唱） Fortune plango vulnera (Chorus)

§ 第1部: 初春に 1. PRIMO VERE
1. 春の愉しい面ざしが（小合唱） Veris leta facies (Small Chorus)
2. 万物を太陽は整えおさめる（バリトン独唱） Omnia sol temperat (Baritone Solo)
3. 見よ、今は楽しい（合唱） Ecce gratum (Chorus)

§ 芝生の上で UF DEM ANGER
1. 踊り（オーケストラ） Tanz (Orchestra)
2. 森は花咲き繁る（合唱と小合唱） Floret silva nobilis (Chorus & Small Chorus)
3. 小間物屋さん、色紅を下さい（2人のソプラノと合唱） Chramer, gip die varwe mir (Sopranos & Chorus)
4. 円舞曲: ここで輪を描いて回るもの（合唱） - おいで、おいで、私の友だち（小合唱） Reie: Swaz Hie gat umbe (Chorus) - Chume, chum, geselle min (Small Chorus)
5. たとえこの世界がみな（合唱） Were diu werlt alle min (Chorus)

§ 第2部: 酒場で 2. IN TABERNA
1. 胸のうちは、抑えようもない（バリトン独唱） Estuans Interius (Baritone Solo)
2. 昔は湖に住まっていた（テノール独唱と男声合唱） Olim lacus colueram (Tenor Solo & Male Chorus)
3. わしは僧院長さまだぞ（バリトン独唱と男声合唱） Ego sum abbas (Baritone Solo & Male Chorus)
4. 酒場に私がいるときにゃ（男声合唱） In taberna quando sumus (Male Chorus)

§ 第3部: 愛の誘い 3. COUR D'AMOURS
1. 愛神はどこもかしこも飛び回る（ソプラノ独唱と少年合唱） Amor volat undique (Soprano Solo & Boy's Chorus)
2. 昼間も夜も、何もかもが（バリトン独唱） Dies, nox et omnia (Baritone Solo)
3. 少女が立っていた（ソプラノ独唱） Stetit puella (Soprano Solo)
4. 私の胸をめぐっては（バリトン独唱と合唱） Circa mea pectora (Baritone Solo & Chorus)
5. もし若者が乙女と一緒に（3人のテノール、バリトン、2人のバス） Si puer cum puellula (3 Tenors, Baritone, 2 Basses)
6. おいで、おいで、さあきておくれ（二重合唱） Veni, veni, venias (Double Chorus)
7. 天秤棒に心をかけて（ソプラノ独唱） In trutina (Soprano Solo)
8. 今こそ愉悦の季節（ソプラノ独唱、バリトン独唱、合唱と少年合唱） Tempus est iocundum (Soprano, Baritone, Chorus & Boy's Chorus)
9. とても、いとしいお方（ソプラノ独唱） Dulcissime (Soprano Solo)

§ 白い花とヘレナ BLANZIFLOR ET HELENA
1. アヴェ、この上なく姿美しい女（合唱） Ave formosissima (Chorus)

§ 全世界の支配者なる運命の女神 FORTUNA IMPERATRIX MUNDI
1. おお、運命の女神よ（合唱） O Fortuna (Chorus): 冒頭の曲を再び最後に持ってきている。

## BGMとしての使用例
ほとんどが「おお、運命の女神よ（合唱）」O Fortuna (Chorus) 部分の抜粋である。

### スポーツ
- 格闘技ではキックボクサーのジェロム・レ・バンナ、総合格闘家のキモ・レオポルドが入場曲として使用。
- ヨーロッパではサッカーの試合で選手入場時によく使用されるほか、すぽると!のUEFAチャンピオンズリーグに関するニュースでも度々使用される。

### 音楽
- オジー・オズボーンがライブでのオープニングとして使用。
- ヒーリングミュージックのアーティストであるENIGMAが、アルバム『Screen Behind The Mirror』に於いて、「O Fortuna」をサンプリング音源として随所に使用している。
- プリティ・メイズのアルバム『Red, Hot and Heavy』のオープニングで使用。
- マイケル・ジャクソンがアルバム『Greatest Hits History』の１曲目の冒頭に使用している。
- ももいろクローバーZのアルバム『5TH DIMENSION』の１曲目『Neo STARGATE』の冒頭に使用している。

### ドラマ
- 『相棒 season5』第11話（元日SP）「バベルの塔」の冒頭にて使用。
- 『SP 警視庁警備部警護課第四係』第8話 (Episode0) のラストで使用。
- 『安楽椅子探偵』シリーズでは安楽椅子探偵登場時に使用。

### 映画
- 『エクスカリバー_(1981年の映画)』本編内の決戦シーンで利用。予告編では使用されていないが本作紹介動画のBGMで使われた。後の映画で利用されるきっかけを作った。
- 『忠臣蔵外伝 四谷怪談』1994年の松竹映画、深作欣二監督作品。オープニングテーマ、エンディングテーマとして使用されている。
- 『バトル・ロワイヤル』

### バラエティ
- 『ドラキュラが狙ってる』番組内のコーナー「ドラキュラ裁判」の開始時のBGMとして使用。
- 『ダウンタウンのガキの使いやあらへんで番組内のシリーズ企画(通称オープニング)のひとつ、「日曜ナイトスペシャル:ピカデリー梅田緊急来日」でのピカデリー梅田登場時BGMとして使用。

### 遊技機
- パチスロ『アナザーゴッドハーデス - 奪われたZEUS Ver.』ゲーム中のBGMとして使用。

### ゲーム
- 『にゃんこ大戦争』の一部ステージのBGMとして、過去に使用されていた。

### アニメ
- 『ジョジョの奇妙な冒険 黄金の風』Episodio 38冒頭にて使用

その他、多くのCMやテレビ番組などでも使用されている。

## カルミナ・ブラーナの影響のある作品

### ゲーム
- 『ファイナルファンタジー7』のセフィロスのテーマ曲『片翼の天使』の歌詞は、カルミナ・ブラーナの中から繋ぎ合わせたものとなっている[6]。そのため、歌詞としてツギハギになっており意味が通らない箇所がある。
- 『ファイナルファンタジー8』のOPで流れる『Liberi Fatali』も、カルミナ・ブラーナの曲や歌詞などを強く意識したものとなっている。